# Romance (Frank Sinatra)
Romance è un doppio album discografico compilation del cantante statunitense Frank Sinatra pubblicato nel 2004 dalla Reprise Records. Si tratta di una raccolta che racchiude cinquanta canzoni a tema romantico-sentimentale incise da Sinatra nel corso della carriera.
L'album raggiunge la terza posizione nelle classifiche in Svezia e Finlandia e la nona in Italia.

## Tracce

### Disc 1
1. Strangers in the Night (Bert Kaempfert, Charles Singleton, Eddie Snyder) - 2:25
2. Somethin' Stupid (con Nancy Sinatra) (Carson Parks) - 2:45
3. Let's Fall in Love (Harold Arlen, Ted Koehler) - 2:11
4. I've Got a Crush on You (George Gershwin, Ira Gershwin) - 2:16
5. Something (George Harrison) - 3:34
6. Night and Day (Cole Porter) - 3:37
7. The Way You Look Tonight (Dorothy Fields, Jerome Kern) - 3:22
8. I Get a Kick Out of You (Porter) - 3:14
9. Moon River (Henry Mancini, Johnny Mercer) - 3:20
10. Come Fly with Me [Live] (Sammy Cahn, Jimmy Van Heusen) - 3:45
11. Come Rain or Come Shine (Arlen, Mercer) - 4:06
12. Love's Been Good to Me (Rod McKuen) - 3:27
13. Misty (Erroll Garner, Johnny Burke) - 2:41
14. More (Theme from Mondo cane) (Riz Ortolani, Nino Oliviero, Marcello Ciorciolini, Norman Newell) - 3:05
15. You and the Night and the Music (Arthur Schwartz, Howard Dietz) - 2:36
16. September Song (Kurt Weill, Maxwell Anderson) - 3:30
17. Cycles (Gayle Caldwell) - 3:07
18. The Best is Yet to Come (Cy Coleman, Carolyn Leigh) - 3:10
19. East of the Sun (And West of the Moon) (Brooks Bowman) - 3:26
20. You'd Be So Easy to Love (Porter) - 2:24
21. When Somebody Loves You (Cahn, Van Heusen) - 1:54
22. I Love You (Porter) - 2:16
23. Gentle on My Mind (John Hartford) - 3:25
24. It Had to Be You (Isham Jones, Gus Kahn) - 3:53
25. Let's Face the Music and Dance (Irving Berlin) - 2:58

### Disc 2
1. A Fine Romance (Fields, Kern) - 2:11
2. I've Got You Under My Skin (Porter) - 3:26
3. Have You Met Miss Jones? (Richard Rodgers, Lorenz Hart) - 2:30
4. Fly Me to the Moon (In Other Words) (Bart Howard) - 2:30
5. My Funny Valentine (Rodgers, Hart) - 2:31
6. What Is This Thing Called Love? (Porter) - 2:35
7. Bewitched, Bothered and Bewildered (Rodgers, Hart) - 3:02
8. Call Me Irresponsible (Cahn, Van Heusen) - 3:12
9. I'm Beginning to See the Light (Johnny Hodges, Harry James, Duke Ellington, Don George) - 2:34
10. The Very Thought of You (Ray Noble) - 3:34
11. Summer Wind (Heinz Meier, Hans Bradtke, Mercer) - 2:53
12. Like Someone in Love (Van Heusen, Burke) - 3:10
13. Quiet Nights of Quiet Stars (Antônio Carlos Jobim, Gene Lees) - 2:45
14. Desafinado (Jon Hendricks, Jobim, Newton Mendonça) - 3:00
15. Wave (Jobim) - 3:25
16. Watch What Happens (Norman Gimbel, Michel Lengrand) - 2:17
17. I Have Dreamed (Rodgers, Oscar Hammerstein II) - 3:01
18. I Only Have Eyes for You (Harry Warren, Al Dubin) - 3:31
19. Love Walked In (G. Gershswin, I. Gershwin) - 2:19
20. It's Always You (Van Heusen, Burke) - 2:49
21. They Can't Take That Away from Me (G. Gerswhin, I. Gershwin) - 2:41
22. The Look of Love (Cahn, Van Heusen) - 2:43
23. Call Me (Tony Hatch) - 3:07
24. It Was a Very Good Year (Ervin Drake) - 4:25
25. All the Way (Cahn, Van Heusen) (con Celine Dion) - 3:53

## Crediti
- Frank Sinatra - voce
- Nancy Sinatra - voce in Somethin' Stupid
- Céline Dion - voce in All the Way
- Antônio Carlos Jobim - voce, chitarra in Quiet Nights of Quiet Stars, Desafinado & Wave